# Hoplojana anaemica
Hoplojana anaemica is een vlinder uit de familie van de Eupterotidae. De wetenschappelijke naam van de soort is voor het eerst geldig gepubliceerd in 1910 door George Francis Hampson.